# Lois du mouvement chez Malebranche
 (17 avril 2019).
 (avril 2025).
Si vous disposez d'ouvrages ou d'articles de référence ou si vous connaissez des sites web de qualité traitant du thème abordé ici, merci de compléter l'article en donnant les références utiles à sa vérifiabilité et en les liant à la section « Notes et références ».
Chez Malebranche, les lois du choc des corps (dites encore lois de la communication des mouvements) ne sont pas antérieures, en un sens, au choc même des corps. Bien au contraire, en effet, « c'est le choc des corps qui est la cause occasionnelle des lois des communications des mouvements. Or, sans cause occasionnelle, il ne peut y avoir de loi générale. Donc avant que Dieu eût mû la matière, et par conséquent avant que les corps pussent se choquer, Dieu ne devait et ne pouvait point suivre les lois générales des communications des mouvements ».  Ainsi faut-il souligner l'antériorité du choc par rapport aux lois: celui-là constitue, selon l'occasionnalisme, l'occasion de celles-ci, i.e. l'occasion qui fait connaître les décrets de Dieu touchant le monde matériel.

## Les lois, chez Descartes
Chez Descartes, c'est la formule mv0 + m’v0’= mv + m’v’ qui est essentielle pour les lois du choc, puisqu'elle dit la conservation de la quantité de mouvement : il s'agit de la moyenne des vitesses pondérée par les masses. Le produit mv est cette quantité de mouvement d'un corps, soit encore la quantité d'impulsion engagée dans le choc; v0 indique la vitesse à l'état initial; m et m' sont les masses respectives et v et v' les vitesses respectives de deux corps en mouvement qui se choquent. Ainsi, la quantité de mouvement, avant le choc, reste identique, après celui-ci. Dans le cas où un corps en mouvement heurte un corps au repos, celui-ci est entraîné par celui-là avec la vitesse nécessaire pour que la quantité de mouvement du corps choquant se répartisse sur les deux masses. On a donc mv0 la quantité de mouvement du corps en mouvement, m'v0' nulle (puisque le second corps est au repos), et, enfin, v = v’. Dès lors, la formule est la suivante : v = v’ = mv0/(m + m’). Aussi, comme fait remarquer Mouy, « pour avoir les lois cartésiennes du choc, il devait suffire de généraliser la formule précédente en lui donnant une signification algébrique » : v = v’ = (m v0 + m’ v0’)/(m + m’). Lui donner une signification algébrique, cela veut dire prendre en compte le fait que les vitesses sont des vecteurs, et donc prendre en compte les signes (positifs ou négatifs) des valeurs, tandis que donner une signification arithmétique revient à considérer les valeurs absolues.

## Les principes des lois du mouvement, chez Malebranche
Malebranche met en garde contre l'utilisation du terme de mouvement, qui est équivoque : « ce terme signifie ordinairement deux choses : la première est une certaine force, qu'on imagine dans le corps mû, qui est la cause de son mouvement : la seconde est le transport continuel d'un corps, qui s'éloigne ou qui s'approche d'un autre, que l'on considère comme en repos ». Par exemple, lorsque l'on dit d'une boule qu'elle a communiqué son mouvement à une autre, mouvement s'entend en son premier sens; lorsque l'on dit d'une boule qu'on la voit dans un grand mouvement, mouvement s'entend en son second sens. Le terme de mouvement signifie donc à la fois la cause (la force mouvante) et l'effet (le mouvement de la boule par rapport à un référentiel). Le premier – la force – est invisible : c'est Dieu même qui est la cause véritable du mouvement de la boule; le second est visible. C'est en ce second sens qu'il faudra entendre mouvement, en sorte que le choc des deux boules n'est rien que la succession du mouvement de celles-ci. Dieu ayant choisi les lois naturelles du mouvement les plus simples, il a voulu que tout corps mû tende à se mouvoir en ligne droite et que, rencontrant d'autres corps, il reste autant que possible en ligne droite. Enfin, il est essentiel qu'il y ait « toujours dans le monde une égale quantité de mouvement de même part, je veux dire que le centre de gravité des corps avant et après leur choc demeure toujours le même, soit que ce centre soit en repos ou en mouvement » : Malebranche tient au principe de conservation de la quantité de mouvement.

## Les premières lois du choc des corps (1675)
Les lois de la communication des mouvements, en leur première version, sont exposées, dans les quatre premières éditions de la Recherche de la vérité (1675-1688), au chapitre IX de la seconde partie du livre VI. Leur présentation est en trois parties : la première concerne les corps durs par eux-mêmes et se mouvant dans le vide; la deuxième les effets du ressort; la troisième, enfin, les corps mous.
Considérons donc, d'abord, la première partie de l'exposé, touchant les corps durs par eux-mêmes et se mouvant dans le vide. Comment, dans le vide, les corps peuvent-ils être durs, puisqu'ils tiennent leur dureté de la matière subtile ? Les corps, en effet, ne sont pas durs dans le vide, en sorte que, si deux corps se rencontraient, ils devraient s'aplatir sans rejaillir. Aussi faut-il, dit Malebranche, les supposer durs par eux-mêmes. Comme fait remarquer Robinet, « la supposition du vide devient nécessaire afin que le corps dur soit isolé de la matière subtile. Par là, cette supposition rompt avec l'hypothèse que les règles du mouvement ont pour charge de démontrer, puisqu'en évinçant la matière subtile, on ne peut, spéculativement, obtenir de corps dur ». Il s'agit, certes, d'un paradoxe, mais il autorise Malebranche à modifier ce que dit Descartes, mais du même point de vue. Descartes, en effet, bien qu'il rejetait l'idée du vide, laissait également entendre que l'on y pouvait, dans le cadre d'une expérience de pensée, faire appel, afin d'éliminer tout élément qui viendrait troubler ladite expérience (Principes, II, article 45) : de tels corps, évidemment, n'existent pas. Il s'agit bien, chez Descartes, comme chez Malebranche, de corps idéaux.
Ce que fait Malebranche, en réalité, comme le souligne Robinet, c'est rétablir l'hypothèse, épousée par Descartes, du repos comme force. En effet, soit les corps sont durs par autre que soi, i.e. par la matière subtile, et, dans ce cas, les séparer de celle-ci revient à leur enlever la dureté, sauf à supposer un vide dans lequel serait rétablie la force cartésienne de repos; soit les corps sont considérés comme durs par eux-mêmes, auquel cas l'on revient également à Descartes. Ici, Malebranche emprunte la seconde voie. Malebranche, répondant indirectement à Leibniz en avril 1687, reconnaîtra s'être trompé, en supposant les corps durs dans le vide : « car la cause des Paradoxes [...] vient de ce que j'ai raisonné sur cette fausse supposition que j'ai bien voulu faire, qu'il y eût dans le vide des corps parfaitement durs; supposition contraire à ce que je crois avoir démontré qu'ils ne peuvent être durs que par la compression de la matière subtile qui les environne, et nullement par le repos de leurs parties, le repos n'ayant nulle force pour résister au mouvement ».
On doit donc admettre que le repos n'a pas de force pour résister au mouvement, si bien que le choqué (le corps qui a le moins de mouvement) ne saurait résister au choquant (le corps qui a le plus de mouvement). L'on pose également que « plusieurs corps ne [doivent] être considérés que comme un seul dans le moment de leur rencontre ». Il va encore, dans cette dernière affirmation, d'un paradoxe, puisque, d'un côté, le recours au vide exige la séparabilité des corps durs, et que, de l'autre, Malebranche demande que l'on considère lesdits corps comme faisant un seul, au moment de leur choc, si bien qu'il n'y a pas de raison, en outre, pour qu'ensuite ils se séparent. La conséquence de ce principe est qu'après le choc, les deux corps vont dans la direction du corps le plus fort, donc du choquant. Enfin, Malebranche tient au principe cartésien de conservation du mouvement. En effet, les corps « ne doivent rejaillir que lorsqu'ils sont égaux en grandeur et en vitesse, ou que la vitesse récompense la grandeur ou la grandeur la vitesse. Et il est facile de là de conclure que dans tous les autres cas ils doivent toujours communiquer leur mouvement, de telle manière qu'ils aillent après de compagnie avec une égale vitesse »[4].
Dès lors, Malebranche reprend la formule générale des lois cartésiennes du mouvement, à savoir celle de la moyenne pondérée par les masses : : v = v’ = (mv0 + m’v0’)/(m + m’), mais l'interprète arithmétiquement, et non pas algébriquement, si bien que la formule n'est pas exacte, puisqu'elle ne prend pas en compte le fait que les vitesses sont orientées. En fait, la formule, en tant que telle, n'est valable que dans le cas où les deux corps, dont l'un était au repos avant le choc, vont dans la même direction.
De cette règle générale de la communication des mouvements, Malebranche déduit que, des sept règles que donne Descartes, les trois premières sont bonnes. La raison en est très simple : aucune ne présente le cas où l'un des corps serait en repos, en sorte qu'aucune ne fait intervenir l'idée d'une force de repos, laquelle, on s'en souvient, est rejetée par Malebranche. 
En revanche, la quatrième est fausse, selon laquelle, lorsqu'un corps en repos est choqué par un plus petit, celui-ci rejaillit, tandis que celui-là reste immobile. Apparaît donc, ici, l'idée de force de repos cartésienne. Or, Malebranche récuse l'hypothèse de la force de repos et ne peut donc accepter la règle. Le corps B (qui est plus petit que le corps C) doit transmettre à C de son mouvement, de manière proportionnelle à la grandeur (masse) de C, et tous deux doivent aller dans la même direction : « de sorte que si C est double de B, et que B ait trois degrés de mouvement, il lui en doit donner deux ».
La cinquième règle, selon Malebranche, est vraie, sans qu'il ne donne plus d'explications. C'est que, dans le cas envisagé par cette règle, le corps C, qui est au repos, est un peu moindre que le corps B en mouvement. Aussi B, même avec une faible vitesse, pourra entraîner C, lui communiquant une partie de son mouvement, en sorte que B et C auront même vitesse et même direction.
La sixième règle est fausse, dans la mesure où, B et C étant de même grandeur, B (qui est en mouvement) doit transférer la moitié de son mouvement à C (qui est au repos), alors que, chez Descartes, B communique un quart seulement de son mouvement à C. La vitesse des deux corps, après le choc, doit, en effet, être la même.
La septième règle, enfin, est fausse, car « B doit toujours communiquer de son mouvement à C, à proportion de la grandeur et du mouvement de B et de C ». Cette règle abordait le cas de mouvements qui vont dans le même sens, l'un des corps ayant plus de vitesse que l'autre.

## Les deuxièmes lois du choc des corps (1692)
En 1692, Malebranche publie un opuscule, Des lois de la communication des mouvements, où il reconnaît avoir faussement raisonné : « je donnai une règle que je crois très fausse, depuis que j'ai examiné ce sujet plus sérieusement, et j'ai composé cet écrit afin qu'on le substitue à sa place ». C'est à la suite des critiques de Leibniz que Malebranche reprit l'étude des lois du choc des corps, et les modifia. 

### Objections aux premières lois
Les objections de Leibniz aux premières lois paraissent, en 1686, dans un opuscule intitulé Courte démonstration de l'erreur mémorable commise par Descartes et autres lorsqu'ils évaluent par la quantité de mouvement la force que Dieu conserve dans l'univers (démonstration reprise dans le Discours de métaphysique, §17), puis, en février 1687, dans sa Remarque à l'abbé D.C., et, en juillet de la même année, dans son Principe général. Les critiques de Leibniz sont, d'abord et avant tout, dirigées contre Descartes et contre le cartésianisme de Malebranche.
L'erreur de Descartes et de certains de ses successeurs est donc, selon Leibniz, d'avoir maintenu le principe de la conservation de la même quantité de mouvement (soit la vitesse multipliée par la masse), au lieu de soutenir celui de la conservation de la même force mouvante (que Descartes a confondu avec la quantité de mouvement). Ils ont cru, « pour parler géométriquement, que les forces sont en raison composées des vitesses et des corps. Or il est bien raisonnable que la même force se conserve toujours dans l'univers ». 
Parce qu'il tenait au principe de conservation du mouvement, Malebranche a cru que les trois premières et la cinquième des règles cartésiennes étaient justes, alors que, selon Leibniz, seule la première, évidente, est soutenable. Par ailleurs, la règle générale, que Malebranche a épousée, est, selon Leibniz, que les corps durs sans ressort « ne doivent rejaillir, ni se séparer l'un de l'autre, après le choc, que lorsqu'ils vont l'un contre l'autre avec des vitesses réciproques à leurs grandeurs [i.e. lorsque mv0 = m’v0] , et qu'en tous les autres cas ils iront de compagnie après le choc, en gardant la première quantité de mouvement ». L'erreur de Malebranche est également d'avoir admis que, lorsque mv0 = m’v0’, les deux corps se séparent, tandis que, dans les autres cas, ils vont ensemble. Leibniz, en effet, soulève une difficulté de taille : soit un corps B, dont la masse est 2 et la vitesse 1, et un corps C dont la vitesse masse est 1 et la vitesse 2, qui vont l'un contre l'autre. On accorde qu'ils rejailliront avec leur vitesse initiale (puisque, selon Malebranche, deux corps ne doivent rejaillir que lorsqu'ils sont égaux en grandeur et en vitesse, ou que l'une compense l'autre). Mais, si l'on considère la vitesse ou la masse de l'un des deux corps comme « tant soit peu augmentée », alors, selon Malebranche, les corps vont « tous deux ensemble du côté où B seul allait auparavant, ce qui sera à peu près avec une vitesse c de 4/3, supposé le changement fait à l'égard de B, si petit qu'en calculant la quantité de mouvement, on puisse retenir les premiers nombres sans erreur considérable ». En somme, ce qui est incompréhensible, c'est qu'un très petit changement entraîne une grande différence.  
Leibniz mobilise donc deux principes : celui de la conservation de la quantité de force mouvante, et le principe de continuité, qui est lié au point de vue infinitiste. L'énoncé que donne Leibniz du principe de continuité est le suivant : « lorsque la différence de deux cas peut être diminuée au-dessous de toute grandeur donnée in datis ou dans ce qui est posé, il faut qu'elle se puisse trouver aussi diminuée au-dessous de toute grandeur donnée in quaesitis ou dans ce qui en résulte, ou pour parler plus familièrement : lorsque les cas (ou ce qui est donné) s'approchent continuellement et se perdent enfin l'un dans l'autre, il faut que les suites ou événements (ou ce qui est demandé) le fassent aussi ». Le principe de continuité pourrait physiquement s'énoncer de la manière suivante : la nature ne fait pas de ''saut''. De ce principe de continuité, il suit que le repos peut être considéré comme une vitesse infiniment petite, en sorte que la règle du repos doit être considérée comme un cas particulier de la règle du mouvement.  

### La deuxième formulation des lois
Malebranche répondit à Leibniz, dans un opuscule de 1692, Des lois de la communication des mouvements, où il reconnaît un certain nombre de ses erreurs et modifie lesdites lois. L'ouvrage est en trois parties : la première touche les règles du mouvement pour les corps considérés comme parfaitement durs et dans le vide ; la deuxième concerne le cas des corps à ressort, sous l'hypothèse de la conservation de la même quantité de mouvement ; la troisième s'intéresse aux corps dits naturels (ceux que donne à voir l'expérience).
Malebranche affirme, d'abord, qu'il maintient le principe cartésien de la conservation du mouvement, lequel est indémontrable, en ce sens qu'il « dépend d'une volonté arbitraire du Créateur ».
Par ailleurs, Malebranche entreprend de définir les concepts majeurs qu'il utilise. Ainsi le mouvement est-il défini comme le transport d'un lieu en un autre, lequel transport est relatif, car comparable à un autre transport. La quantité de mouvement est définie comme le rapport de l'espace au temps, lequel rapport est l'exposant de l'espace parcouru divisé par le temps employé à le parcourir. La quantité de mouvement est définie comme le produit de la vitesse d'un corps par sa masse et ce produit exprime également la quantité de la force mouvante appliquée à produire le mouvement. Enfin, la quantité de choc dépend des deux quantités de mouvement qui se choquent, dont le calcul dépend des différents (neuf) cas possibles de rencontre (mouvement, repos, masse des corps, etc.).
Considérons, d'abord, le cas des corps parfaitement durs et dans le vide. Différents facteurs sont à prendre en compte : le mouvement des corps (vont-ils dans le même sens ? En sens inverse ? L'un des corps est-il au repos ?) et leur masse.
Envisageons le cas des mouvements de même sens, i.e. le cas où un corps est rattrapé et choqué par un autre plus rapide. La quantité de choc se calcule, alors, par la différence des vitesses, que l'on multipliera par un certain aspect de la masse. Ainsi, dans le cas où les masses des deux corps sont égales, la quantité de choc (q) sera le résultat de la différence des vitesses multipliée par la masse de l'un des deux corps. 
Qu'en est-il, désormais, pour les mouvements de sens contraires ? Donné que les corps, au moment du choc, se heurtent l'un contre l'autre, la quantité de choc dépendra, alors, non plus de la différence des vitesses, mais de leur somme. Lorsque les masses des deux corps sont égales, on multiplie, pour obtenir la quantité de choc, la somme des vitesses par la masse de l'un des corps. 
Dernier cas : celui où l'un des corps est en repos. Si les deux corps sont de même masse, alors le corps au repos prend tout le mouvement du corps en mouvement, qui, pour sa part, se met au repos. C'est que, « quoique B soit impénétrable, il n'a point de force qui le rende inébranlable. Il est poussé sans repousser, puisque le repos n'a point de force pour résister au mouvement ». Lorsque le corps choquant est plus grand que le corps choqué, il y a transfert total de la force, mais celle-ci se distribue : le corps choqué prend la vitesse du corps choquant, tandis que celui-ci garde ce qu'il ne donne pas. La vitesse qui reste au choquant est, alors, égale au reste qu'il garde divisé par sa masse. Enfin, lorsque le corps choquant est plus petit que le corps choqué, le corps choquant ne peut donner toute sa vitesse, puisque sa masse est inférieure à celle du corps choqué, et il se met au repos. Il y a transfert total de la force et redistribution de la manière suivante : « cette force étant une fois reçue, elle doit se distribuer dans toute la masse à cause de la dureté supposée. Ainsi cette force étant divisée par la masse, on a pour exposant la vitesse du choqué ». 
Les deuxièmes lois concernent les corps mous et les corps qui, durcis par la pression de la matière subtile, sont élastiques, parce que la matière subtile, cédant et revenant en eux, fait ressort. L'action des corps à ressort se communique donc médiatement (grâce à la matière subtile) et successivement (la matière subtile pénétrant les pores des corps durs et transmettant l'impression des corps). Pour les corps mous (i.e. ceux qui présentent peu de résistance dans leurs parties dures pour continuer un mouvement particulier), l'équation qui règle leurs mouvements est celle que Malebranche attribuait, auparavant, aux corps durs par eux-mêmes et considérés dans le vide, mais qu'il interprète, cette fois-ci, de manière algébrique, soit : v = v’ = (m v0 + m’ v0’)/(m + m’). 
Quant aux corps à ressort, Malebranche fournit, d'abord, une loi générale pour lorsque les mouvements ne sont pas contraires, i.e. lorsque l'un des corps est au repos ou lorsque les deux corps vont dans la même direction. Dans ce cas, les lois du mouvement sont les mêmes que celles qu'on observe dans les corps durs sans ressort, car le ressort n'entre en considération que dans le cas du choc avec mouvements contraires, la matière subtile n'étant comprimée qu'à proportion de la résistance que le corps choqué offre.
Qu'en est-il, alors, du cas des corps durs à ressort qui se choquent par des mouvements contraires ? Il les faut considérer de trois manières successives : d'abord, comme des corps mous, lorsqu'ils s'arrêtent mutuellement, en s'équilibrant; puis comme des corps parfaitement durs, lorsque le plus fort agit sur le plus faible, ou le plus rapide sur le plus lent; ensuite et enfin, comme des corps élastiques, lorsque le plus faible réagit sur le plus fort. Pendant le premier moment, le corps le plus fort perd autant de force que celle que le plus faible a, en sorte que l'on doit, d'abord, retrancher du plus fort la force du plus faible. Au moment de l'équilibre, la partie choquée du plus grand des corps et le plus petit corps doivent être considérés comme au repos, tandis que la partie éloignée du choc reste en mouvement et presse la partie choquée et le corps le plus faible à proportion de sa vitesse. Il faut, ainsi, de nouveau, retrancher le produit de sa vitesse par la masse du plus petit des corps. Après l'équilibre, enfin, le plus faible réagit sur le plus fort, en sorte qu'il faudra retrancher du plus fort la quantité de la force du plus faible avant le choc. La dernière opération consiste à « ajouter ensemble tous ces retranchements, et si la somme est plus petite que la quantité du mouvement du plus fort avant le choc, il continuera son chemin avec la force qui lui reste; si elle est plus grande, il reculera avec la force de cet excès; et si elle est égale, il demeurera en repos ».
Les troisièmes lois, enfin, abordent la question des corps naturels, ceux que donne à voir l'expérience. Touchant les corps mous, si leurs mouvements sont contraires, alors : v = v’ = (mv0 - m’v0’)/(m + m’). S'ils vont dans le même sens, alors : v = v’ = (mv0 + m’v0’)/(m + m’).
Pour les corps à ressort, trois opérations sont exigées. D'abord, il les faut considérer comme des corps mous, et l'on retrouve les deux équations précédentes. Mais, comme les corps sont à ressort, il faut, ensuite, « distribuer réciproquement aux masses leur vitesse respective, c'est-à-dire la somme ou la différence des vitesses avant le choc », la somme si les mouvements sont contraires, la différence s'ils sont semblables. Enfin, il faut ajouter les mouvements semblables et retrancher les mouvements contraires.

## Les troisièmes lois du choc (1698-1700)
Dans une lettre du 13 décembre 1698 à Leibniz, Malebranche annonce qu'il a revu, de manière conséquente, ses lois du mouvement, abandonnant notamment le principe de la conservation de la quantité de mouvement, renonçant, de la sorte, à un principe majeur du cartésianisme : « en relisant à la campagne où j'avais quelque loisir, le méchant petit traité de la communication des mouvements, et voulant me satisfaire sur les troisièmes lois, j'ai reconnu qu'il n'était pas possible d'accorder l'expérience avec ce principe de Descartes que le mouvement absolu demeure le même ». 

### Objections aux deuxièmes lois
Leibniz fait part à Malebranche de ses premières objections, dès novembre 1692. Elles s'appuient sur le principe de convenance, lequel veut que toute modification des données s'exprime par une modification correspondante des résultats.
Le premier point est qu'il n'est pas possible de réduire les trois premières règles (Leibniz parle des lois de la première partie du traité) à une seule, bien que ce serait le plus convenable, i.e. le plus conforme au principe de convenance. C'est que, dans la deuxième règle, est prise en compte la quantité du mouvement total, et non pas dans la première et la troisième, tandis que, dans celles-ci, entre en jeu la vitesse respective. En outre, il y a discordance entre les résultats de ces règles : ainsi, la deuxième et la troisième règle ne sont pas d'accord dans le résultat, alors qu'elles le sont in datis, i.e. dans ce qui est posé. Au contraire, la première et la troisième, d'accord dans les résultats, ne le sont pas in datis. 
À cela, il faut encore ajouter ceci que, dans la première et la troisième règles, c'est le second corps multiplié par la vitesse respective qui fait le choc, et non pas le premier corps, qui est, pourtant, plus grand. De cette singularité, il suit un « plus grand mal » : « on oserait presque dire qu'une telle détermination du choc, où la grandeur de l'un des corps donnés n'entre point du tout dans la valeur du résultat, est impossible. Elle devrait pourtant arriver selon la première et troisième règle, où la grandeur du corps a n'entre point dans la valeur du choc x ». 
Est étrange aussi le fait qu'un corps ne soit pas moins choqué par un corps a, qui lui est égal, que par un corps A, qui lui est extrêmement supérieur, à condition que la vitesse de A ne soit pas supérieure à celle de a : la première règle contient donc en elle-même une contradiction. Mais encore, elle ne s'accorde pas avec la deuxième règle, « dans le cas où elles doivent concourir [...] en concevant l'égalité comme un cas particulier de l'inégalité, mais où la différence est infiniment petite. Par cet artifice, je fais que deux règles différentes et qui d'ailleurs parlent de cas différents, doivent avoir lieu en même temps dans ce cas d'intersection ou de croix, ce qui donne une équation, laquelle n'étant point identique ».
Malebranche répond à ces remarques le 8 décembre 1692. Il n'a pas, d'abord, abandonné le principe cartésien de la conservation du mouvement. Touchant la question de la non-considération de la masse du corps choquant pour déterminer, dans la première et la troisième règles, la force du choc, Malebranche répond que « les corps ne se poussent dans le choc que parce qu'ils sont impénétrables », et non pas parce qu'ils sont élastiques. De la sorte, si un corps choque un corps plus petit au repos, et si le plus petit cède, la masse du plus gros corps n'intervient pas dans l'élasticité. En outre, de ce même principe, suit l'absence de réaction du corps choqué sur le corps choquant, car, la matière étant absolument rigide, l'impulsion se transmet instantanément, et donc un corps ne peut recevoir deux mouvements contraires en même temps. Enfin, Malebranche reste encore indifférent au principe de continuité.
Leibniz réplique à Malebranche, au tout début de l'année 1693 (et revient dessus entre 1692 et 1699), pour lui montrer que la quantité scalaire (i.e. non liée à la direction et donc toujours positive, au contraire de la grandeur vectorielle) qui est conservée dans le choc n'est non pas la quantité de mouvement, mais la quantité de force vive. Il s'agit donc de savoir si la force, laquelle ne se perd pas, doit être estimée par la quantité de mouvement. En effet, « supposons que plusieurs corps communiquent seuls ensemble durant quelque temps; mon opinion est qu'ils gardent toujours la même force en somme, nonobstant leur communication, c'est-à-dire, selon moi, qu'on la voulut employer avant ou après la communication, l'effet serait toujours équivalent, et se réduirait toujours à élever une même pesanteur à une même hauteur, ou à produire quelque autre effet déterminé. Mais je choisis la pesanteur comme la plus commode. Cela étant accordé, je démontre que la même quantité de mouvement ne se conserve point. Je démontre aussi, que si deux cas, qui selon la notion vulgaire de la force sont équivalents, se succédaient, il y aurait le mouvement perpétuel mécanique ». Et, de nouveau, Leibniz affirme, contre Malebranche, le principe de continuité.
C'est encore sur le plan métaphysique que Leibniz attaque Malebranche. Ainsi affirme-t-il que rien ne provient d'une volonté arbitraire de Dieu, de son bon plaisir, mais de sa Sagesse. Mais surtout, en montrant l'échec de la mécanique cinétique cartésienne à expliquer le mouvement sans la matière, ne s'intéressant qu'au mouvement et à l'étendue, Leibniz veut faire admettre la nécessité de formes substantielles qui soient distinctes de l'étendue et du mouvement.

### La troisième formulation des lois
Il faut souligner le revirement de Malebranche sur le principe cartésien de conservation de la quantité de mouvement. Désormais, Malebranche admet que Dieu ne conserve pas toujours une égale quantité de mouvement (ce qui est contraire à l'expérience), mais qu'il en conserve une égale quantité de même part (ce qui est conforme à l'expérience). On peut encore dire que l'interprétation qu'en donne Malebranche prend un nouveau tournant, puisqu'il l'interprète, dorénavant, de manière algébrique, i.e. que la direction des vitesses est prise en compte. Si Dieu conserve toujours une égale quantité de mouvement, c'est « en ce sens que le centre de pesanteur de deux ou plusieurs corps qui se choquent de quelque manière que ce puisse être, se meut toujours de la même vitesse avant et après le choc », en sorte qu'en ce sens, les mouvements contraires se détruisent.
L'expérience, par ailleurs, nous apprend que des corps durs suspendus à un fil, avec le choc, rejaillissent chacun « avec une certaine quantité de mouvement fort différente de celle qu'ils avaient avant le choc », et qu'ils conservent la même quantité de mouvement de même part. Ainsi l'expérience nous enseigne-t-elle la différence de la quantité de mouvement. À cela, il faut ajouter que l'expérience nous apprend également que, si des corps qui viennent de se choquer, se choquent une seconde fois, ils retrouvent l'état dans lequel ils étaient avant le premier choc. Régit donc les lois du choc un principe conservateur particulier, celui de Leibniz.
On en tire de nouvelles lois, d'abord touchant les corps durs par eux-mêmes. Mais elles ne sont d'aucune utilité pour la physique, car elles s'inscrivent dans la supposition de corps par eux-mêmes infiniment durs, lesquels ne tombent pas sous le coup de l'expérience. On dira donc simplement que, dans le cas de corps soit qui sont mus dans le même sens, soit dont l'un est au repos, supposé que les mouvements contraires se détruisent, il n'y a pas de changement, donné que, dans les deux cas, il n'y a pas de forces ou de mouvements contraires, en sorte que la quantité absolue de mouvement demeure la même.
Dans le cas de mouvements contraires, donné qu'il y a destruction desdits mouvements, on doit, de chacun des corps choquants, retrancher la quantité de mouvement du plus faible, puis considérer le plus faible comme au repos. La vitesse du plus fort sera, alors, égale à la division par sa masse du mouvement qui lui reste. Il faut, ensuite, concevoir que ce corps choque le corps considéré, après la première opération, comme au repos. Dès lors, si le corps le plus fort est le plus petit, il doit communiquer au corps le plus faible le mouvement qu'il lui reste et se mettre au repos, si bien que le corps le plus faible a, pour vitesse, celle qui restait au plus fort divisée par sa masse. Mais, si le corps le plus fort est également le plus grand, le plus petit et plus faible aura, pour vitesse, celle qui restait au plus fort après la deuxième opération, mais non plus selon la somme des vitesses avant le choc, car, les mouvements contraires étant détruits, les vitesses de leurs mouvements le sont aussi. Le plus grand continuera donc son chemin avec le mouvement qui lui reste.
Mais ces lois sont inutiles pour la physique, au contraire des lois tirées de l'expérience. L'opération, pour établir les lois expérimentales régissant les corps durs par ressort, a lieu en deux temps. Il s'agit, d'abord, de considérer les corps comme des corps mous. L'équation est alors : v = v’ = (mv0 + m’v0’)/(m + m’), entendue algébriquement. Dans un second temps, on distribue réciproquement aux masses leur vitesse respective. Et l'on calcule le ressort en partageant la vitesse relative d'une façon inversement proportionnelle aux masses. Les irrégularités qui peuvent apparaître dans les résultats des tableaux sont expliquées par la force de compression de la matière subtile.

### Œuvres de Malebranche
- Œuvres, 2 volumes sous la direction de G. Rodis-Lewis, Gallimard, Bibliothèque de la Pléiade, 1979 et 1992.

- Œuvres complètes, 21 volumes sous la direction d'A. Robinet, Vrin-CNRS, 1964-1970.

### Œuvres de Descartes
- Œuvres de Descartes, édition Ch. Adam et P. Tannery, 13 volumes, Vrin-CNRS, 1969.

- Descartes. Œuvres et lettres, édition A. Bridons, Gallimard, Bibliothèque de la Pléiade, 1953.

### Œuvres de Leibniz
- Philosophische Schriften, Gerhardt, 7 Bände, 1875-1890.

### Études sur la physique de Malebranche
- M. Guéroult, Étendue et psychologie chez Malebranche, Les Belles Lettres, 1939.

- P. Mouy, Les lois du choc des corps d'après Malebranche, Vrin, 1927.

- A. Robinet, Malebranche de l'Académie des sciences, Vrin, 1970.

- A. Robinet, Système et existence dans l'œuvre de Malebranche, Vrin, 1965.